# Calamagrostis korshinskyi
Calamagrostis korshinskyi är en gräsart som beskrevs av Dmitrij Litvinov. Calamagrostis korshinskyi ingår i släktet rör, och familjen gräs.
Artens utbredningsområde är Tadzjikistan. Inga underarter finns listade i Catalogue of Life.